# Емілії
Емі́лії (лат. Aemilii) — один із п'яти старших давньоримських родів (лат. gentes maiores).
За традицією Емілії ведуть рід від Мамерка, сина Піфагора, якого за ораторські здібності прозвали «Aemylos» («Aimilios»). За версією Плутарха, Мамерк — четвертий син Нуми Помпілія, другого царя Риму. Нума був прихильником Піфагора і відтак назвав свого сина на честь сина Піфагора.
Гілки Еміліїв — Барбули (Barbula), Бука (Buca), Лепіди (Lepidus), Мамерки (Mamercus), Папи (Papus), Павли (Paullus), Регіли (Regilus) та Скаври (Scaurus). З-поміж них найвідомішими були Лепіди, особливо за часів Пізньої Республіки.
Ім'ям родини названі вулиця Емілія (Via Aemilia) та пізніше дорога Емілія Скавра (Via Aemilia Scauri), а також Базиліка Емілія (Basilica Aemilia) в Римі.

## Список відомих Еміліїв
- Луцій Емілій Мамерк (Lucius Aemilius Mamercus) — консул 484, 478 і 473 рр. до н. е.
- Тіберій Емілій Мамерк (Tiberius Aemilius L.f. Mamercinus (Mamercus)) — консул 470 і 467 рр. до н. е.
- Мамерк Емілій Мацерин (Mamercus Aemilius Macerinus) — військовий трибун 438 р. до н. е.
- Мамерк Емілій Мамерцин (Mamercus Aemilius Mamercinus) — диктатор у 437, 434 та 426 рр. до н. е.
- Маній Емілій Мамерк (Manius Aemilius Mamercus) — консул 410 р. до н. е.
- Маній Емілій Мамерцин (Manius Aemilius Mamercinus) — військовий трибун 405, 403 та 401 рр. до н. е.
- Гай Емілій Мамерцин  (Gaius Aemilius Mamercinus) — військовий трибун 394 і 391 рр. до н. е.
- Марк Емілій (Marcus Aemilius) — військовий трибун 390 р. до н. е.
- Гай Емілій (Gaius Aemilius) — військовий трибун 390 р. до н. е.
- Луцій Емілій Мамерцин (Lucius Aemilius Mamercinus)— військовий трибун 391, 389, 387, 383, 382, 380 рр. до н. е.
- Луцій Емілій (Lucius Aemilius) — військовий трибун 388 р. до н. е.
- Луцій Емілій Мамерцин (Lucius Aemilius Mamercinus) — військовий трибун 377 р. до н. е.
- Луцій (Марк) Емілій Мамерцин (Lucius/Marcus Aemilius L.f. Mamercinus) — консул 366, 363 рр. до н. е.
- Луцій Емілій Мамерцин Привернат (Lucius Aemilius Mamercinus Privernas) — консул 341, 329 рр. до н.е. та диктатор 335 і 316 рр. до н. е.
- Тіберій Емілій Мамерцин (Tiberius Aemilius Mamercinus) — консул 339 рр. до н. е.
- Квінт Емілій (Авл) Церретан (Quintus Aemilius (Aulius) Q.f. Cerretanus) — жив близько 323 р. до н. е.
- Марк Емілій Пап (Marcus Aemilius Papus) — диктатор 321 р. до н. е.
- Квінт Емілій Барбула (Quintus Aemilius Q.f. Barbula) — консул 317, 311 рр. до н. е.
- Марк Емілій Павло (Marcus Aemilius Paullus) — консул 302 р. до н. е.
- Марк Емілій Барбула (Marcus Aemilius Barbula) — диктатор, один раз в період з 291 по 285 рр. до н. е.
- Марк Емілій Лепід (Marcus Aemilius Lepidus) — консул 285 р. до н. е.
- Квінт Емілій Пап (Quintus Aemilius Papus) — консул 282, 278 рр. до н. е.
- Луцій Емілій Барбула (Lucius Aemilius Q.f. Barbula) — консул 281 р. до н. е., завойовник Таранто
- Марк Емілій Павло (Marcus Aemilius Paullus) — консул 255 р. до н. е.
- Марк Емілій Лепід (Marcus Aemilius Lepidus) — консул 232 р. до н. е.
- Марк Емілій Барбула  (Marcus Aemilius Barbula) — консул 230 р. до н. е.
- Луцій Емілій Пап (Lucius Aemilius Papus) — консул 225 р. до н. е.
- Луцій Емілій Павло (Lucius Aemilius Paullus) — консул 219, 216 рр. до н. е., батько Луция Емілія Павла Македонського
- Луций Емілій Регілл (Lucius Aemilius Regillus) — претор 190 р. до н. е.
- Марк Емілій Лепід  (Marcus Aemilius Lepidus) — військовий трибун 190 р. до н. е., воєначальник
- Марк Емілій Лепід (Marcus Aemilius Lepidus) — консул 187, 175 рр. до н. е., великий понтифік 180-152 рр. до н. е., воєначальник, шість разів був принцепсом Сената
- Луцій Емілій Павло Македонський (Lucius Aemilius Paullus Macedonicus) — консул 182, 168 рр. до н. е.
- Марк Емілій Лепід (Marcus Aemilius Lepidus) — консул 158 р. до н. е.
- Публій Корнелій Сципіон Еміліан Африканський (Publius Cornelius Scipio Aemilianus) — консул 147, 134 рр. до н. е., переможець у Третій Пунічній війні; походив з роду Еміліїв, але був усиновлений Корнеліями Сципіонами.
- Квінт Фабій Максим Еміліан (Quintus Fabius Maximus Emilian) — консул 145 р. до н. е., всиновлений родом Фабіїв
- Марк Емілій Лепід Порцина (Marcus Aemilius Lepidus Porcina) — консул 137 р. до н. е.
- Марк Емілій Лепід (Marcus Aemilius Lepidus) — консул 126 р. до н. е.
- Марк Емілій Скавр (Marcus Aemilius Scaurus) — консул 115 р. до н. е.
- Марк Емілій Лепід (Marcus Aemilius Lepidus) — консул 78 р. до н. е.
- Мамерк Емілій Лепід Лівіан (Mamercus Aemilius Lepidus Livian) — консул 77 р. до н. е. Походив з роду Лівіїв, але всиновлений Еміліями Лепідами
- Маній Емілій Лепід (Manius Aemilius Lepidus) — консул 66 р. до н. е.
- Марк Емілій Скавр (Marcus Aemilius Scaurus) — претор 56 р. до н. е.
- Луцій Емілій Лепід Павло (Lucius Aemilius Lepidus Paulus) — консул 50 р. до н. е.
- Луцій Емілій Лепід Павло (Lucius Aemilius Lepidus Paullus) — консул 34 р. до н. е.
- Марк Емілій Лепід (Marcus Aemilius Lepidus)  — консул 46 і 42 рр. до н. е., великий понтифік у 44 - 12 рр. до н. е., учасник другого триумвірату
- Марк Емілій Лепід Молодший (Marcus Aemilius Lepidus Minor) — син попереднього. 17 березня 44 р. до н. е. був відправлений батьком на Капітолій як заручник, що гарантував безпеку вбивць Юлія Цезаря. В 30 р. до н. е. брав участь у заколоті проти Октавіана.
- Марк Емілій Лепід (Marcus Aemilius Lepidus) — консул 6 р.
- Маній Емілій Лепід (Manius Aemilius Lepidus) — консул 11 р., онук Марка Емілія Лепіда Молодшого
- Павло Емілій Лепід (Paullus Aemilius Lepidus) — консул-суффект 34 р. до н. е.
- Луцій Емілій Павло (Lucius Aemilius Paulus) — консул 1 р.
- Марк Емілій Лепід (Marcus Aemilius Lepidus) — небіж попереднього, страчений 39 року. Чоловік Юлії Друзілли, сестри Калігули.

- Марк Емілій Лепід (Marcus Aemilius Lepidus) — претор, воєначальник. Жив у період між 258 р. до н. е. та 213 р. до н. е.
- Емілій Магн Арборій (Aemilius Magnus Arborius)  — поет, що писав елегії
- Емілій Паценсій (Aemilius Pacensis) — трибун часів Нерона

### Жінки
- Емілія (Aemilia) — дружина консула Квінта Цецилія Метелла Пія Сципіона Назики і колишня наречена Катона, жила в I ст. до н. е.
- Емілія Лепіда (Aemilia Lepida) — дружина Гнея Доміція Агенобарба, консула 32 р. до н. е.
- Емілія Лепіда (Aemilia Lepida) — донька Луція Емілія Лепіда Павла та Корнелії. Народилася 22 р. до н. е.
- Емілія Лепіда (Aemilia Lepida) — донька Юлії Молодшої та консула Луція Емілія Павла, колишня наречена імператора Клавдія. Народилася 4 або 3 р. до н. е. померла у 53 р.
- Емілія Лепіда (Aemilia Lepida) — донька Марка Емілія Лепіда Молодшого, страчена 20 р.
- Емілія Лепіда (Aemilia Lepida) — донька Марка Емілія Лепіда, консула 6 р., дружина Друза Цезаря. Померла у 36 р.
- Емілія Лепіда (Aemilia Lepida) — жила в I ст., дружина імператора Ґальби
- Емілія Терція (Aemilia Tertia) — дружина Сципіона Африканського
- Емілія Скавра (Aemilia Scaura) — падчірка Луція Корнелія Сулли
- Емілія Клара (Aemilia Clara) — жила у II ст.

### НащадкивільновідпущениківЕміліїв
- Блоссій Емілій Драконцій (Blossius Aemilius Dracontius) — поет и ритор V ст.;
- Емілій Макр (Aemilius Macer) — поет, помер у 16 р. до н. е.;
- Емілій Папініан (Aemilius Papinianus) — правник, (141-212 рр.);
- Емілій Аспер (Aemilius Asper) (кін. II ст.) — коментатор Теренція, Саллюстія та Вергілія;
- Марк Емілій Еміліан (Marcus Aemilius Aemilianus) — імператор, що царював близько 3 місяців у 253 р.